# Гонгола
Гонгола (англ. Gongola River) — река в Нигерии, правый и крупнейший приток Бенуэ.
Длина — 531 км. Река начинается на плоскогорье Джос. Далее Гонгола протекает в северо-восточном направлении до города Нафада, где поворачивает на юг, протекая далее в южном и юго-восточном направлении, впадая в Бенуэ у города Нуман. Исторически река протекала к северо-востоку от Нафады, не поворачивая на юг, а впадая в озеро Чад. Крупных притоков в верхнем течении у реки нет, но в сезон дождей, августе-сентябре, она значительно пополняется мелкими непостоянными ручьями. В нижнем течении на реке построены две крупные дамбы, позволяющие избегать сильных наводнений и увеличивать сток воды во время засухи.
Поймы Гонголы покрыты плодородной чёрной аллювиальной почвой. Это позволяет выращивать хлопок, арахис и сорго. Также культивируются кукуруза, рис, маниок и пшено. На пастбищах выращиваются крупный рогатый скот, козы, овцы. В хозяйственных работах часто используются ослы.
Река дала название штату Нигерии, существовавшему до 1991 года, но позже разделённому на штаты Адамава и Тараба.
Нигерийская национальная нефтяная корпорация (NNPC) объявила об обнаружении запасов нефти и газа в бассейне Гонголы. Экологи опасаются, что это приведёт к загрязнению окружающей среды, уничтожению пастбищ и сельскохозяйственных угодий, а также вынужденному переселению значительного количества человек.